# Marie-Lambertine Coclers

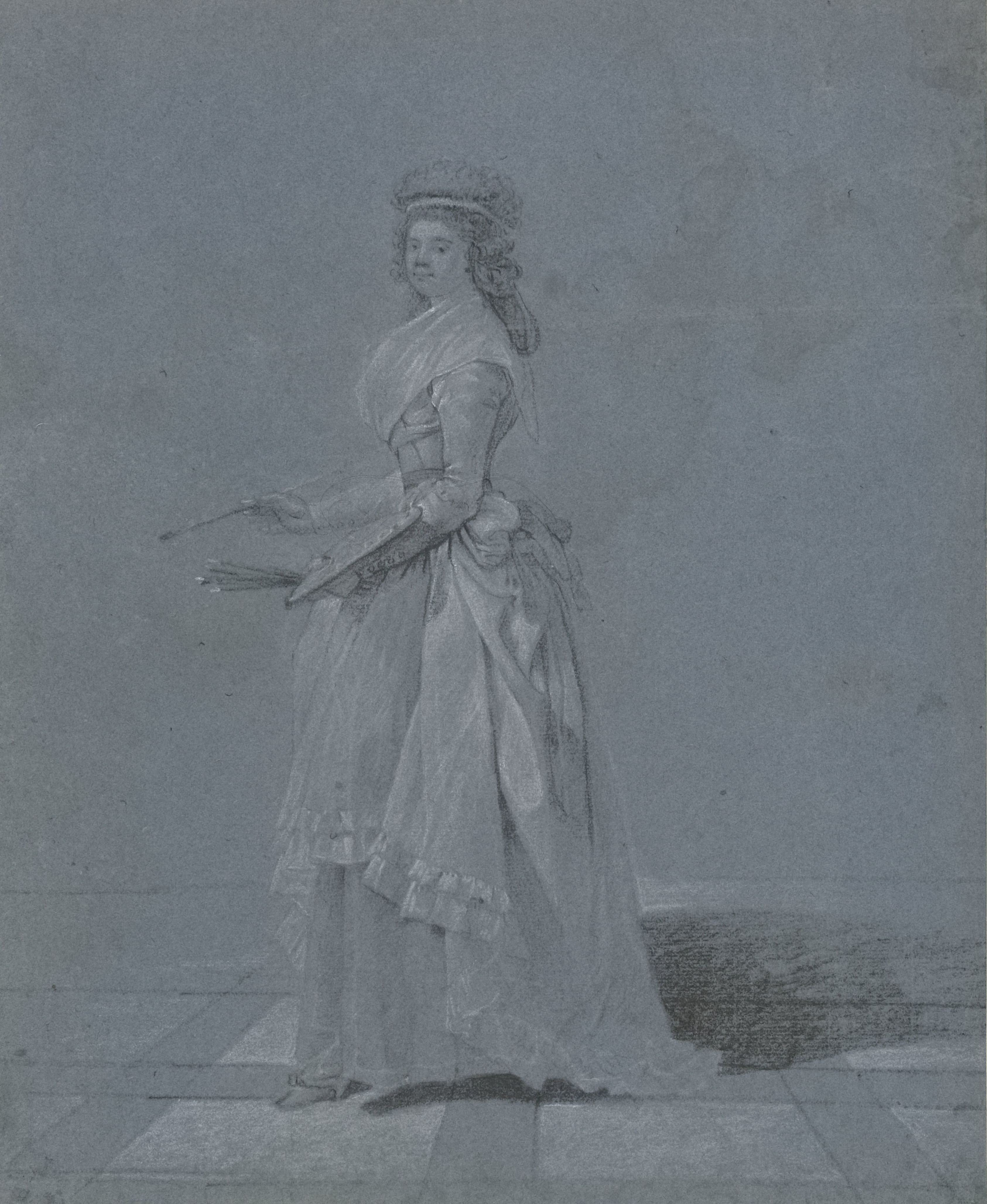
Selbstporträt Marie-Lambertine Coclers

Marie-Lambertine Coclers (* 5. Mai 1761 in Lüttich; † nach 1815) war eine flämische Radiererin und Kupferstecherin.

## Leben und Werk

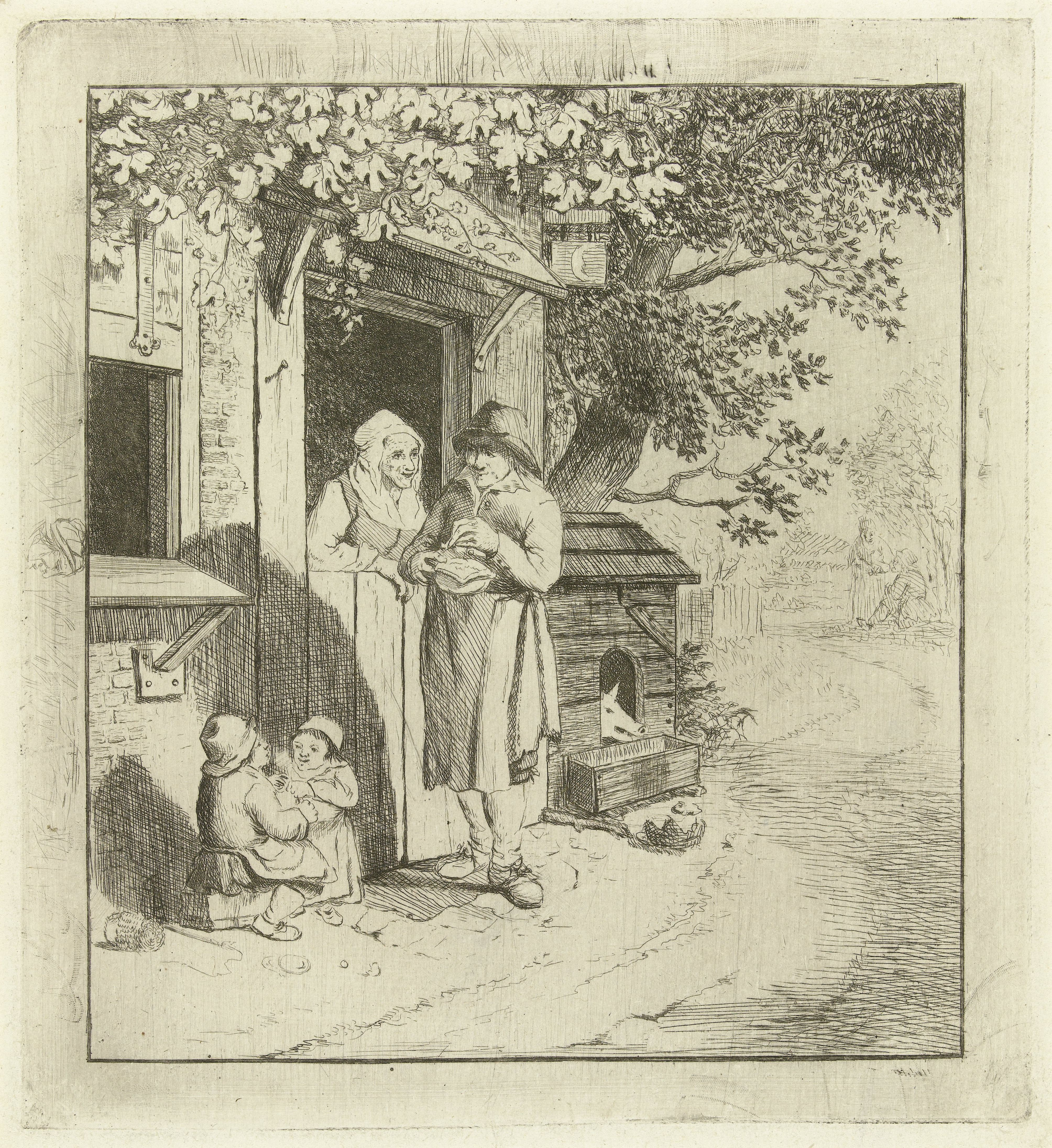
Mann an der Tür eines Gasthauses

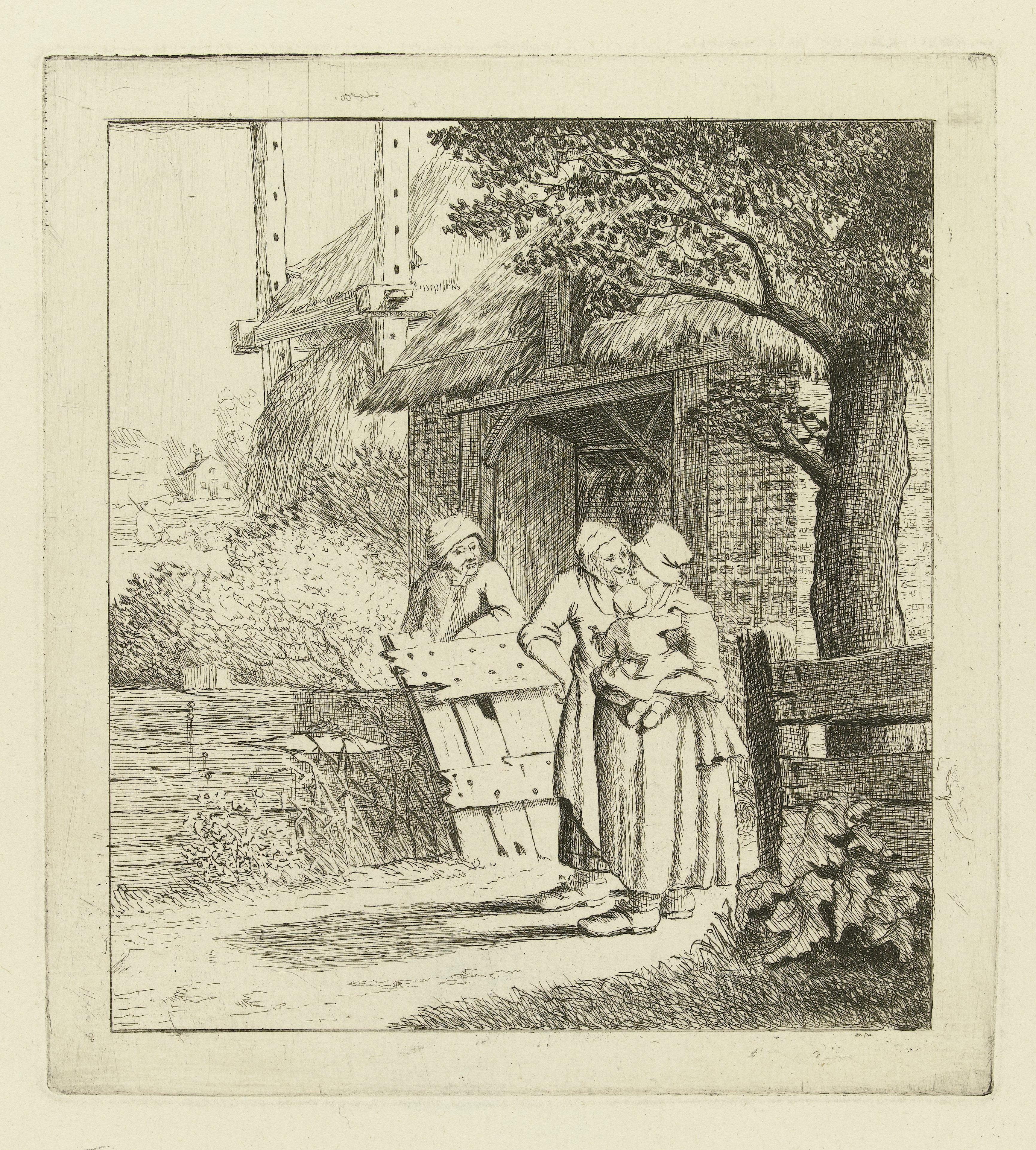
Zwei Frauen und ein Mann vor einem Bauernhof

Marie-Lambertine Coclers wurde am 5. Mai 1761 in eine Künstlerfamilie geboren. Ihr Vater war der Maler Jean-Baptiste Pierre Coclers (1696–1772), der starb, als sie noch sehr jung war. Ausgebildet als Malerin wurde sie von ihrem Vater und ihrem Bruder, dem Maler Louis-Bernard Coclers (1740–1817), ihr anderer Bruder Philippe Henri Coclers van Wyck, ließ sich als Maler in Marseille nieder. Ihr Großvater war der Porträtmaler Philippe Coclers (um 1663–1721). Sie blieb vermutlich unverheiratet.
Um 1800 lebte sie einige Zeit bei ihrem Bruder Louis-Bernard Coclers in Amsterdam, um ihm bei der Restaurierung von Gemälden zu helfen. Bekannt war sie vor allem für ihre Radierungen und Pastelle. Zu ihrem grafischen Werk zählen etwa 25 Drucke. Sie ließ sich ähnlich wie ihr Bruder von den Sujets von Adriaen van Ostade und Adriaen Brouwer inspirieren und fertigte Genre- und Figurenstücke, aber auch Porträts und Studienköpfe. In ihrem einzigen bekannten Selbstporträt stellte sie sich als professionelle Malerin dar. Sie zeigte sich in der Zeichnung als selbstbewusste Künstlerin in Kleidung des 18. Jahrhunderts, mit Palette und Pinsel in den Händen. Die Zeichnung weist Ähnlichkeiten mit Selbstporträts zeitgenössischer französischer Künstlerinnen wie Elisabeth Louise Vigée-Lebrun und Adelaïde Labille Guiard auf, die sich ebenfalls mit Malutensilien in der Hand darstellten.
Es ist nicht bekannt, wo und wann sie starb.